# Juan Centeno
Juan Centeno (né le 16 novembre 1989 à Arecibo, Porto Rico) est un receveur de la Ligue majeure de baseball sous contrat avec les Red Sox de Boston.

## Carrière
Juan Centeno est repêché par les Mets de New York en 32e ronde du repêchage amateur en 2007. Il fait ses débuts dans le baseball majeur avec les Mets le 18 septembre 2013 contre les Giants de San Francisco et réussit deux coups sûrs à son premier match. Son premier est obtenu aux dépens du lanceur Matt Cain, puis le second, bon pour un point produit, vient en 9e manche lors d'une remontée contre Sergio Romo qui transforme un déficit de 1-4 en victoire de 5-4 des New-Yorkais. En 4 matchs des Mets en fin d'année 2013, Centeno affiche une moyenne au bâton de ,300 avec ses trois coups sûrs en 10. Il apparaît dans 10 matchs des Mets la saison suivante et récolte 6 coups sûrs.
Le 31 octobre 2014, Centeno est réclamé au ballottage par les Brewers de Milwaukee. Il joue 10 matchs des Brewers en 2015.
Le 30 novembre 2015, il est mis sous contrat par les Twins du Minnesota.